# Wierzchlas (gmina)
Wierzchlas (daw. gmina Mierzyce) – gmina wiejska w województwie łódzkim, w powiecie wieluńskim. W latach 1975–1998 gmina położona była w województwie sieradzkim.
Siedziba gminy to Wierzchlas.
Według danych z 30 czerwca 2004 gminę zamieszkiwało 6640 osób. Natomiast według danych z 31 grudnia 2019 roku gminę zamieszkiwały 6622 osoby.

## Struktura powierzchni
Według danych z roku 2002 gmina Wierzchlas ma obszar 119,2 km², w tym:
- użytki rolne: 60%
- użytki leśne: 35%

Gmina stanowi 12,85% powierzchni powiatu.

## Demografia

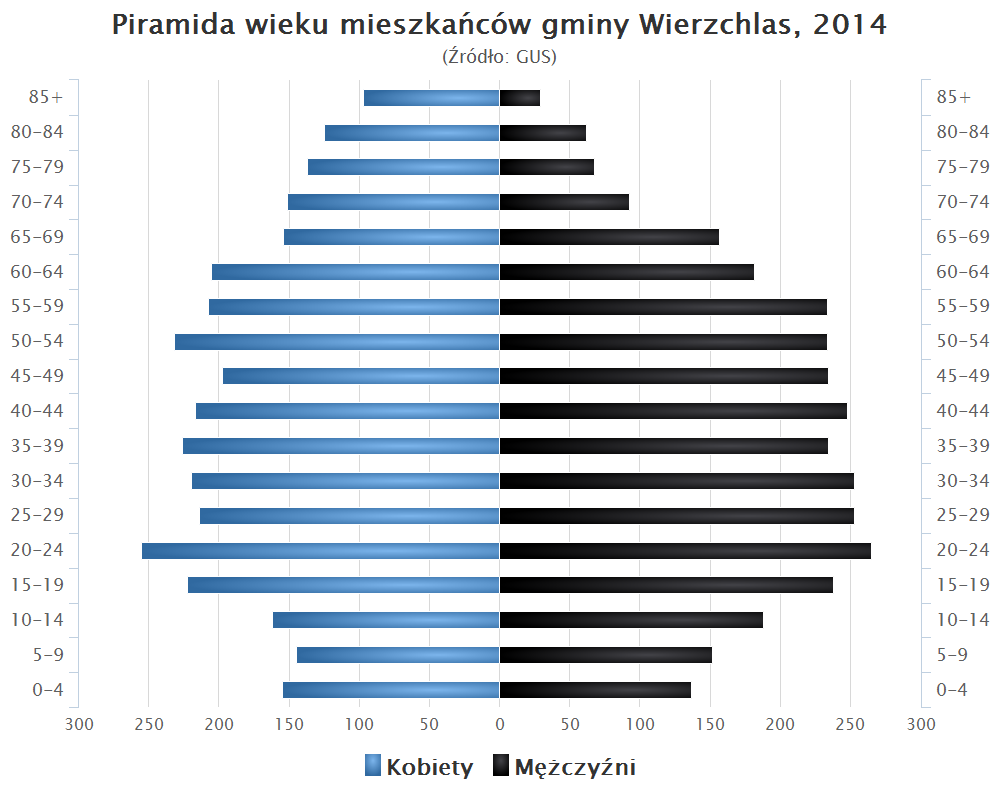
Piramida wieku mieszkańców gminy Wierzchlas w 2014 roku

Dane z 30 czerwca 2004:
| Opis                              | Ogółem | Ogółem | Kobiety | Kobiety | Mężczyźni | Mężczyźni |
| --------------------------------- | ------ | ------ | ------- | ------- | --------- | --------- |
| Jednostka                         | osób   | %      | osób    | %       | osób      | %         |
| Populacja                         | 6640   | 100    | 3308    | 49,8    | 3332      | 50,2      |
| Gęstość zaludnienia [mieszk./km²] | 55,7   | 55,7   | 27,8    | 27,8    | 28        | 28        |

## Sołectwa
Broników, Jajczaki, Kamion, Kochlew, Kraszkowice, Krzeczów, Łaszew, Łaszew Rządowy, Mierzyce, Przycłapy, Przywóz, Strugi, Toporów, Wierzchlas (sołectwa: Wierzchlas A i Wierzchlas B).
Miejscowość bez statusu sołectwa: Ogroble, Wieszagi

## Sąsiednie gminy
Działoszyn, Osjaków, Pątnów, Siemkowice, Wieluń